# Confederation of African Rugby Championship 2002
El Confederation of African Rugby Championship del 2002 fue la tercera edición del Torneo africano de naciones.
El torneo sirvió como clasificatorio para la Copa Mundial de Rugby de 2003.

## Zona Sur

### Posiciones
| Pos. | Equipo     | Encuentros | Encuentros | Encuentros | Encuentros | Tantos  | Tantos    | Tantos     | Puntos |
| Pos. | Equipo     | jugados    | ganados    | empatados  | perdidos   | a favor | en contra | diferencia | Puntos |
| ---- | ---------- | ---------- | ---------- | ---------- | ---------- | ------- | --------- | ---------- | ------ |
| 1    | Namibia    | 2          | 2          | 0          | 0          | 158     | 30        | -128       | 4      |
| 2    | Madagascar | 2          | 1          | 0          | 1          | 52      | 119       | -66        | 2      |
| 3    | Zimbabue   | 2          | 0          | 0          | 2          | 33      | 94        | -61        | 0      |

|  | Clasificado a la final |

### Resultados
| 2 de junio | Madagascar | 52 – 3 | Zimbabue | Antananarivo, |  |

| 15 de junio | Namibia | 116 – 0 | Madagascar | Windhoek, |  |

| 29 de junio | Zimbabue | 30 – 42 | Namibia | Harare, |  |

## Zona Norte

### Posiciones
| Pos. | Equipo          | Encuentros | Encuentros | Encuentros | Encuentros | Tantos  | Tantos    | Tantos     | Puntos |
| Pos. | Equipo          | jugados    | ganados    | empatados  | perdidos   | a favor | en contra | diferencia | Puntos |
| ---- | --------------- | ---------- | ---------- | ---------- | ---------- | ------- | --------- | ---------- | ------ |
| 1    | Túnez           | 2          | 2          | 0          | 0          | 40      | 34        | +6         | 4      |
| 2    | Marruecos       | 2          | 1          | 0          | 1          | 49      | 48        | +1         | 2      |
| 2    | Costa de Marfil | 2          | 0          | 0          | 2          | 29      | 36        | -7         | 0      |

|  | Clasificado a la final |

### Resultados
| 18 de mayo | Túnez | 27 – 26 | Marruecos | Túnez, |  |

| 25 de mayo | Costa de Marfil | 8 – 13 | Túnez | Abiyán, |  |

| 1 de junio | Marruecos | 23 – 21 | Costa de Marfil | Casablanca, |  |

## Final

### Ida
| 30 de noviembre | Namibia | 26 - 19 | Túnez | Windhoek, Namibia |  |

### Vuelta
| 10 de diciembre | Túnez | 24 - 17 | Namibia | Túnez (ciudad), Túnez |  |

| Bandera de Namibia |
| Campeón Namibia    |
| Primer título      |